# ギョサン

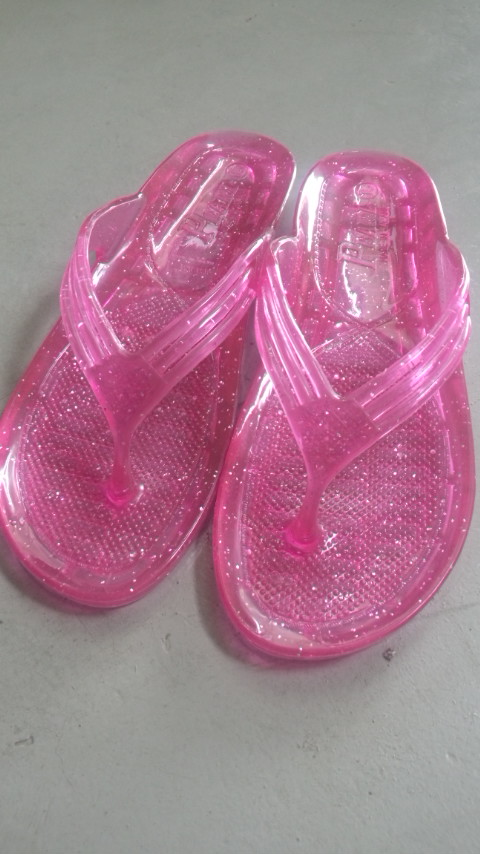
女性用ギョサン「パール No.95」（丸中工業所製）

ギョサンは、安価な一体成型の樹脂製ビーチサンダルに対する小笠原諸島独自の呼称。名前の由来は「漁業（従事者の履く）サンダル」や「漁協（で売っている）サンダル」の略である。

## 概要
素材はプラスチックでできている。鼻緒とソールが一体成型されているため非常に丈夫で、鼻緒が抜けることがないのが特徴である。水を使う場所での使用を想定して設計されており、タイルなどの上でも滑りにくい。
オリジナルは奈良県御所市の丸中工業所の製品。元々は茶色系しかなかったが、2018年時点ではラメ入りや蓄光素材製を含めて60種類程度に増えている。マリンスポーツ愛好者らにも普及しており、パラオなど海外でも「PEARL GYOSAN」の商品名で売られている。

## 歴史
小笠原諸島が日本に返還された1968年頃から漁師たちの間で普及し始めた。まもなく島内の一般住民も日常的に使用するようになり、「ギョサン」という愛称で呼ばれるようになった。その後、島を訪れる人たちの間でも小笠原名物として知られるようになり、小笠原ギョサンのユニークさに目をつけて紹介したテレビ番組『出没!アド街ック天国』小笠原編（テレビ東京、2000年6月放送）など、マスメディアでも紹介されるようになった。
日本各地で普通に売られていたものの、安さと丈夫さが取り柄の実用性重視だったこの履き物が、お洒落アイテムとして本土に紹介されたのは2002年頃のことである。関西地区のダイバーズショップが本土では最初にギョサンを取り扱った。アイドルグループ「嵐」の大野智がテレビ番組の企画で着用した影響もあったためか、女性客を中心に売れ行きが伸びている。グアムでの販売も試みられている。